# Himmerland Rundt 2011
La 1re édition du Himmerland Rundt a eu lieu le 24 avril 2011. Elle a été remportée par le Danois Michael Reihs.

## Classement final
Michael Reihs remporte la course en parcourant les 200 kilomètres en 4 h 58 min 55 s à la vitesse moyenne de 40,144 km/h,.
| \| Classement général \| Classement général \| Classement général \| Classement général \| Classement général \| \| Coureur \| Coureur \| Pays \| Équipe \| Temps \| \| ------------------ \| ------------------ \| ------------------- \| ------------------------ \| ------------------ \| \| 1er \| Michael Reihs \| Danemark \| Christina Watches-Onfone \| 4 h 58 min 55 s \| \| 2e \| Rasmus Guldhammer \| Danemark \| \| + 0 s \| \| 3e \| Søren Pugdahl \| Royaume du Danemark \| \| + 0 s \| \| 4e \| Lasse Bøchman \| Royaume du Danemark \| Glud & Marstrand-LRØ \| + 0 s \| \| 5e \| Sven Erik Bystrøm \| Norvège \| \| + 0 s \| \| 6e \| Tobias Ludvigsson \| Suède \| CykelCity \| + 0 s \| \| 7e \| Jacob Nielsen \| Danemark \| Glud & Marstrand-LRØ \| + 0 s \| \| 8e \| Michael Rasmussen \| Danemark \| Christina Watches-Onfone \| + 0 s \| |                   |                     |                          |                 |
| |                   |                     |                          |                 |
| Sources : ProCyclingStats Cycling Quotient |                   |                     |                          |                 |
| Classement général |                   |                     |                          |                 |
| Coureur | Coureur           | Pays                | Équipe                   | Temps           |
| 1er | Michael Reihs     | Danemark            | Christina Watches-Onfone | 4 h 58 min 55 s |
| 2e | Rasmus Guldhammer | Danemark            |                          | + 0 s           |
| 3e | Søren Pugdahl     | Royaume du Danemark |                          | + 0 s           |
| 4e | Lasse Bøchman     | Royaume du Danemark | Glud & Marstrand-LRØ     | + 0 s           |
| 5e | Sven Erik Bystrøm | Norvège             |                          | + 0 s           |
| 6e | Tobias Ludvigsson | Suède               | CykelCity                | + 0 s           |
| 7e | Jacob Nielsen     | Danemark            | Glud & Marstrand-LRØ     | + 0 s           |
| 8e | Michael Rasmussen | Danemark            | Christina Watches-Onfone | + 0 s           |